# Cibuco (Corozal)
Cibuco es un barrio ubicado en el municipio de Corozal, en el estado libre asociado de Puerto Rico. En el censo de 2010, tenía una población de 5387 habitantes y una densidad poblacional de 579,85 personas por km².

## Geografía

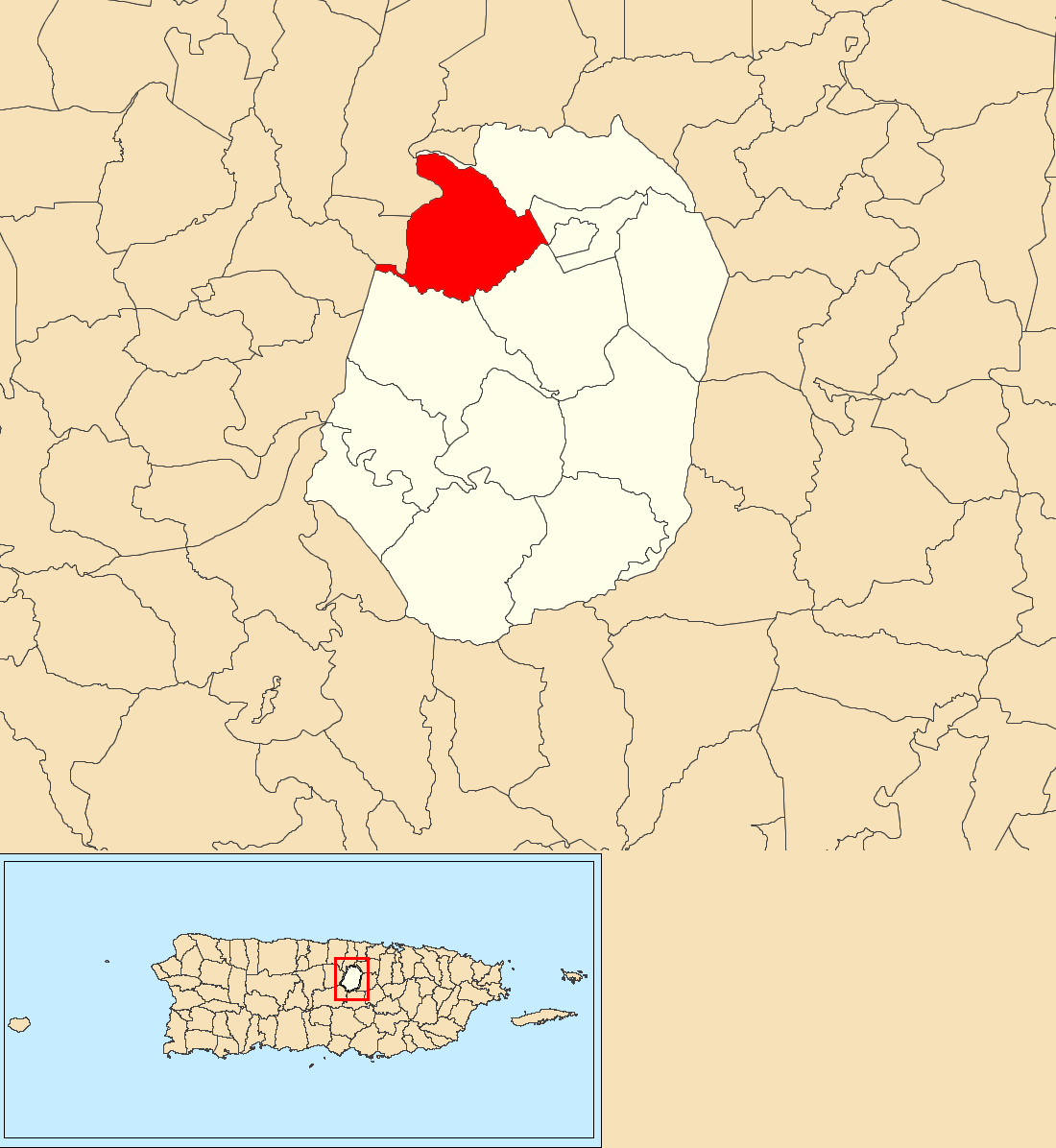
Cibuco, un barrio de Corozal

Cibuco se encuentra ubicado en las coordenadas 18°20′29″N 66°20′33″O / 18.34139, -66.34250. Según la Oficina del Censo de los Estados Unidos, tiene una superficie total de 9,29 km², de la cual 9,28 km² corresponden a tierra firme y 0,01 km² (el 0,08% del área) es agua.

## Demografía
Según el censo de 2010, había 5387 personas residiendo en Cibuco. La densidad de población era de 579,85 hab./km². De los 5387 habitantes, Cibuco estaba compuesto por el 83.91% blancos, el 4.75% eran afroamericanos, el 0.28% eran amerindios, el 0.09% eran asiáticos, el 0.04% eran isleños del Pacífico, el 9.28% eran de otras razas y el 1.65% pertenecían a dos o más razas. Del total de la población el 99.44% eran hispanos o latinos de cualquier raza.